# Vida (série de televisão)
Vida é uma série de televisão de drama americana, inspirada no conto "Pour Vida", de Richard Villegas Jr., que estreou em 6 de maio de 2018, no Starz. A série foi criada por Tanya Saracho e é estrelada por Melissa Barrera, Mishel Prada, Ser Anzoategui, Chelsea Rendon, Carlos Miranda, Maria-Elena Laas e Roberta Colindrez. Vida conta a história de duas irmãs mexicanas-americanas que voltam para sua casa de infância em Boyle Heights, Los Angeles, após a morte de sua mãe. Em 12 de junho de 2018, foi anunciado que a Starz havia renovado a série para uma segunda temporada, que estreou em 26 de maio de 2019. Vida recebeu um GLAAD Media Award 2019 por Melhor Série de Comédia.
A série foi renovada pela Starz para uma terceira temporada menos de uma semana após a estréia da segunda temporada.

## Premissa
Vida segue "duas irmãs mexicanas-americanas, Emma e Lyn, do lado leste de Los Angeles, que não podiam ser mais diferentes ou distanciadas uma da outra. As circunstâncias os forçam a retornar ao seu antigo bairro, onde são confrontadas pelo passado e verdade chocante sobre a identidade de sua mãe".